# Staufen im Breisgau
Pour les articles homonymes, voir Staufen.
Staufen im Breisgau (ou Staufen en Brisgau) est une ville de Bade-Wurtemberg (Allemagne), située dans l'arrondissement de Brisgau-Haute-Forêt-Noire, dans le district de Fribourg-en-Brisgau.

## Histoire
La ville de Staufen im Breisgau est située dans le Land de Breisgau-Hochschwarzwald (Haute-Forêt Noire) dans le Land de Bade-Wurtemberg en Allemagne. La ville de Staufen compte environ 7700 habitants et forme avec la communauté de Münstertal, Forêt-Noire, une communauté de communes.
Son histoire et sa culture seraient intimement liées selon la légende au Docteur Faust qui, selon une source, le Zimmern Chronicle (vers 1565), serait mort à Staufen vers 1540.

## Géographie
Staufen est situé au pied de la Forêt-Noire, à la sortie de la vallée du Münstertal. La ville est traversée par la rivière Neumagen.

## Jumelage
- Bonneville (Haute-Savoie) (France)
- Kazimierz Dolny (Pologne)